# Crocomela splendida
Crocomela splendida là một loài bướm đêm thuộc phân họ Arctiinae, họ Erebidae.